# Gqom
Sous-genres
- Core tribe gqom
- 3-Step
- sghubu
- uThayela
- electro gqom music (EGM)
- gqom gospel
- Afrikaans gqom
- isqinsi

Genres dérivés
- Bérite club
- Nigerian cruise/ freebeat

Genres associés
Dubstep, grime, footwork
Le gqom, aussi connu sous les appellations d'igqomu, de gqom tech, de sghubu ou de 3 step, est un genre d'electronic dance music et un sous-genre de la musique house music qui est apparu à Durban, en Afrique du Sud, au début des années 2010. Il a été développé par un groupe de producteurs de musique comprenant Naked Boyz, Sbucardo, DJ Lag, Rudeboyz, Nasty Boyz, Griffit Vigo, Distruction Boyz, Menzi Shabane et Citizen Boy. Le Gqom est le fruit de la fusion du kwaito, un sous-genre de la musique house sud-africaine, et intègre des motifs rythmiques distincts ainsi que des rythmes particuliers,,,,,,,,,.
Le terme "gqom" trouve son origine dans une combinaison onomatopéique de consonnes cliquantes en zoulou, évoquant le son d'un tambour frappant. Il est aussi désigné sous d'autres formes telles que GQOM (stylisé), Qgom, iGqom, Gqomu, ou encore 3 Step, en raison des motifs rythmiques caractéristiques du genre ou de ses variations. Un autre terme couramment utilisé est "sghubu", qui se traduit directement par "tambour" en zoulou. Ce terme est également employé localement pour décrire la house ou l'instrument de tambour en général, tout en étant considéré comme un sous-genre du gqom lui-même,,,.

## Histoire
Le gqom émerge en Afrique du Sud au début des années 2010 dans la ville de Durban. Le genre est une évolution de la musique éléctronique sud-africaine et s'inscrit dans la continuité des genres qui l'ont précédés comme la Tribal House et le Kwaito. Naked Boyz ont exercé une influence notable, notamment avec leur morceau "Ithoyizi", présent sur la compilation de DJ Cndo chez Afrotainment. D'autres producteurs de musique, tels que Blaq Soul et Culoe de Song, se sont également tournés vers la house tribale en explorant de nouvelles formations rythmiques. Dans certains clubs de nuit de Durban, on observait une alternance fluide entre le gqom précoce et la Tribal House dans les sets des DJ. Parallèlement, la musique des producteurs de disques de Pretoria et de Eastern Cape, comme DJ Spoko, Machance, DJ Mujava, DJ Mthura, DJ Soso, ainsi que Sgxumseni (attribué à DJ Clock et DJ Gukwa), était largement présente à cette époque,,,,.
Les producteurs et DJ de Gqom ont souvent l'habitude de mélanger ces deux genres, Gqom et Afro-tech. Parmi les exemples, on peut citer le morceau "Poki Returns" de Culoe De Song en 2018 et le "Nika Nika" (magical remix) de Dlala Thukzin, en collaboration avec Iso et CavaTheKwaal, issu de son extended play "Permanent Music" sorti en 2020. En 2021, Dlala Thukzin a également sorti le "Phuze (remix)" avec Mpura, Zaba, Sir Trill et Rascoe Kaos, fusionnant des éléments de Gqom et d'Amapiano dans une seule chanson,,,,,,.
Le gqom a été particulièrement diabolisé dans les médias sud-africains, car le genre avait une réputation d'être une musique appréciée uniquement par les drogués. Certaines personnes de la scène gqom parlent effectivement d'un public adepte de la consommation de drogue, mais soulignent qu'il ne s'agit que d'une partie du public global. Cette mauvaise réputation va rendre difficile l'accès aux stations de radio pour les morceaux gqom. Le manque de connexion dans l'industrie musicale sud-africaine des artistes de la scène de Durban va aussi rendre difficile leur implantation sur les ondes.
En 2016, la chanteuse Babes Womdumo sort le morceau "Wololo", qui repose sur une production gqom. La même année, elle publie son premier album Gqom Queen Vol. 1, qui ouvre les portes des ondes radios au gqom. L'autre star du gqom s'appelle Sho Madjozi, son premier morceau "Dum Hi Phone" est publié en 2017. Sho Madjozi réussi a toucher une audience américaine et internationale grâce au succès de son morceau John Cena, qui fait référence au catcheur américain.

### Étymologie
Le mot gqom est un terme issu de la langue zouloue et peut être traduit par tambour. Au cours des années, la signification du terme a glissé et signifie également "frapper". D'autres sources expliquent que le nom "gqom" vient du son sourds produit par les kicks du genre.

### Danse
La danse est l'un des piliers du gqom. Plusieurs mooves ont été inventés par les danseurs de Durban pour accompagner le son, comme le Jack Bang, le Bengha, le Ivosho ou le gwarra gwarra. Les danseurs de gqom ajoutent aussi des mouvements tirés d'autres danses, comme le dab ou le nae nae.
Le gwarra gwarra est la danse la plus populaire du gqom. Propulsée par les sud-africains DJ Bongz et Babes Wondumo, la danse a été reprise par des figures de la musique populaire américaines, comme Rihanna, qui reprend ce pas pour la chorégraphie de son titre "Wild Thoughts" réalisée au Grammy Awards en 2018. Childish Gambino reprends aussi le gwarra gwarra dans le clip de son titre "This is America". BTS a inclus cette danse dans la chorégraphie de leur chanson "Idol", inspirée du gqom.

## Caractéristiques
Le gqom est connu pour sa rythmique minimaliste, brute et répétitive avec des basses lourdes. Le genre est connu pour son atmosphère sombre et hypnotique. Le gqom  n'utilise pas le schéma rythmique en quatre temps que l'on entend souvent dans d'autres styles de musiques house, mais plutôt un tempo légèrement décalé. Le gqom présente des variations de rythme, comme l'alternance entre un rythme en trois temps ou même en deux temps.
Certains des morceaux de gqom ont des paroles. La plupart du temps, elles font référence à la vie nocturne, la fête dans les clubs. Le gqom utilise fréquemment une phrase, ou une onomatopée répétée plusieurs fois au cours de la chanson.
Le gqom a été développé par une jeune génération de DJ autodidactes, produisant en mode D.I.Y. à l'aide de logiciels tels que FL Studio et distribuant souvent eux-mêmes leur musique sur des plateformes de partage de fichiers. Leurs noms de scène font généralement référence à leur jeunesse (Emo Kid, Citizen Boyz, Mafia Boyz, Disctruction Boyz).

## Diffusion

### Réseaux
Le gqom se diffuse principalement via Whatsapp, qui est l'un des réseaux principaux de partage de fichier sonores en Afrique. Les morceaux étaient partagés dans des groupes de discussion dédiés au partage de musique. Les forums et blogs spécialisés (IGqomu, Gqomu Music, Gqom Nation, KasiMP3) ont été aussi importants pour la propagation de ses sons. Étant donné que la majorité des sons circulaient sur ses plateformes, ou ils étaient uploadés en basse qualité, le son du gqom était réputé pour être lui aussi de basse qualité.

### Woza Taxis
Les taxis de Durban ont servi de mode de popularisation du genre. Les patrons des compagnies de taxis ont organisé un concours du meilleur taxi et la musique était un argument fort pour se démarquer. Ces taxis permettent à la jeunesse de la ville de se rendre en boîte de nuit, les transformer en espace de fête était un argument de vente naturel.

## À l'international
Parmi les personnalités clés de la reconnaissance internationale du genre figuraient le rappeur sud-africain Okmalumkoolkat et Cherish Lala Mankai, qui était découvreuse de talents musicaux et liaison en relations publiques. En outre, des figures telles que DJ Tira, propriétaire du label Afrotainment, le DJ primé aux Grammy Awards Black Coffee, Spoek Mathambo, Babes Wodumo, Dlala Thukzin, Moonchild Sanelly et Busiswa ont joué des rôles cruciaux dans le façonnage et la promotion du Gqom sur la scène mondiale dès ses débuts,,,,,.
Le label Gqom Oh!, fondé par le DJ romain Nan Kolè et le sud-africain Lerato Phiri va permettre a la scène de Durban de toucher un public plus large. Leurs compilations, relayées dans les médias spécialisées occidentaux, vont donner de l'écho au genre. La compilation Gqom Oh! The Sound of Durban, parue en 2016, est notamment chroniquée dans la revue Pitchfork.
En 2018, la musique du duo FAKA tirée de l'EP "Amaqhawe" a été choisie par Donatella Versace pour le défilé de mode de la collection Printemps 2019 pour hommes de Versace . BTS a également publié "Idol" de leur album Love Yourself: Answer. Cette chanson a été influencée par et intègre des éléments rythmiques du gqom. En outre, le groupe a fait la promotion d'une version alternative disponible uniquement en format numérique, de la chanson, avec la participation de la rappeuse et chanteuse trinidadienne-américaine Nicki Minaj.
Certains producteurs vont rapprocher le gqom du Baile Funk brésilien, comme JLZ et sur son EP GQOM IDEIAS, ou State OFF sur le morceau "I Need Some Baile-GQOM"

### France

#### Bérite club
En France, le musicien Teki Latex et plusieurs autres producteurs de disques ont introduit en 2016 un nouveau son de musique de club français appelé "bérite club", fusionnant des éléments le gqom, la Baltimore house, l'afro trap, la ballroom house, le kuduro et le grime.

#### Gqommunion
De plus, le gqom a été représenté par le collectif Gqommunion, lancé en 2017 par Sebastien Forrester et Amzo, ce dernier étant lié au label Gqom Oh!. Gqommunion organise des événements à Paris où sont invité les producteurs phares de Durban comme DJ Lag. Sebastien Forrester produit en 2019 l'EP Salvo, dans lequel on peut entendre des inspirations issues du gqom.

### Japon
Il existe une scène gqom au Japon, initiée par le DJ et producteur KΣITO. Ce dernier faisait partie de la scène footwork japonaise et a commencé à s'intéresser au gqom au milieu des années 2010. En 2016, KΣITO publie "Hatagaya", un EP qui source le son gqom. Plusieurs autres projets de KΣITO, comme "Jakuzure Butoh", s'inspirent du gqom.
KΣITO organise les soirées TYO GQOM a Tokyo ou l'on peut entendre du gqom, mais aussi de l'amapiano, de l'afrobeats et du singeli. Il a aussi lancé le label USI KUVO qui accueille l'essentiel de la scène gqom japonaise. Certains producteurs japonais comme Indus Bonze mélange le gqom au "gorge", un style de musique expérimental japonais.

### Royaume-Uni
De nombreux artistes de la scène UK se sont intéressés au GQOM, en particulier Kode9 (Steve Goodman), boss du label Hyperdub sur lequel on peut entendre quelques morceaux gqom en particulier sur l'EP "Touch" de KG & Scratcha DVA et "& Baga Man" de Scratchclart. Scratcha DVA va imaginer le UK Gqom, un courant original du gqom, enrichi par la culture club anglaise, surtout le son UK Funky. Un exemple de UK Gqom est l'EP The Classix de KG & Scratchclart.
Plusieurs labels anglais vont produire des disques de gqom, notamment Gqom Oh! et Goon Club All Stars. Le label Nervous Horizon est aussi pourvoyeur de gqom. Ces labels vont participer à la popularisation du genre en créant des événements où l'on écoute du gqom, comme Boko Boko, Club Yeke, and Club Djembe.

### Nigeria

#### Nigerian Cruise
Le terme "Cruise" aurait été introduit par la génération WhatsApp et est simplement désigné comme tel ou comme "Nigerian Cruise". Il a émergé dans les années 2020. Ce genre fusionne des éléments de techno, de gqom, d'amapiano et d'autres styles. Par exemple, une chanson de Cruise peut incorporer des mélodies d'afrobeats, des rythmes caractéristiques de l'amapiano ainsi que des échantillons mettant en scène des acteurs de Nollywood, des politiciens ou des extraits des médias sociaux et de télévangélistes. En 2022, MOVES Recordings a présenté sa deuxième compilation, "Cruise", mettant en avant le son distinctif de la Nigerian Cruise. Les artistes figurant sur cette compilation incluaient DJ Stainless, DJ Elede, DJ YK, DJ West, Fela 2 et DJ OP Dot. En 2020, "Zazu Beat" de DJ Yk Mule et Portable est sorti. "ZaZoo Zehh", paru en 2022, et interprété par Poco Lee, Portable ainsi que le fondateur de YBNL et rappeur Olamide, a figuré au classement Billboard Global 200. Frank L'opez d'OkayAfrica a mentionné (traduit de l'anglais vers le français) : "Cela pourrait même être considéré comme le moment punk rock de l'afrobeats",,,.